# Crooner

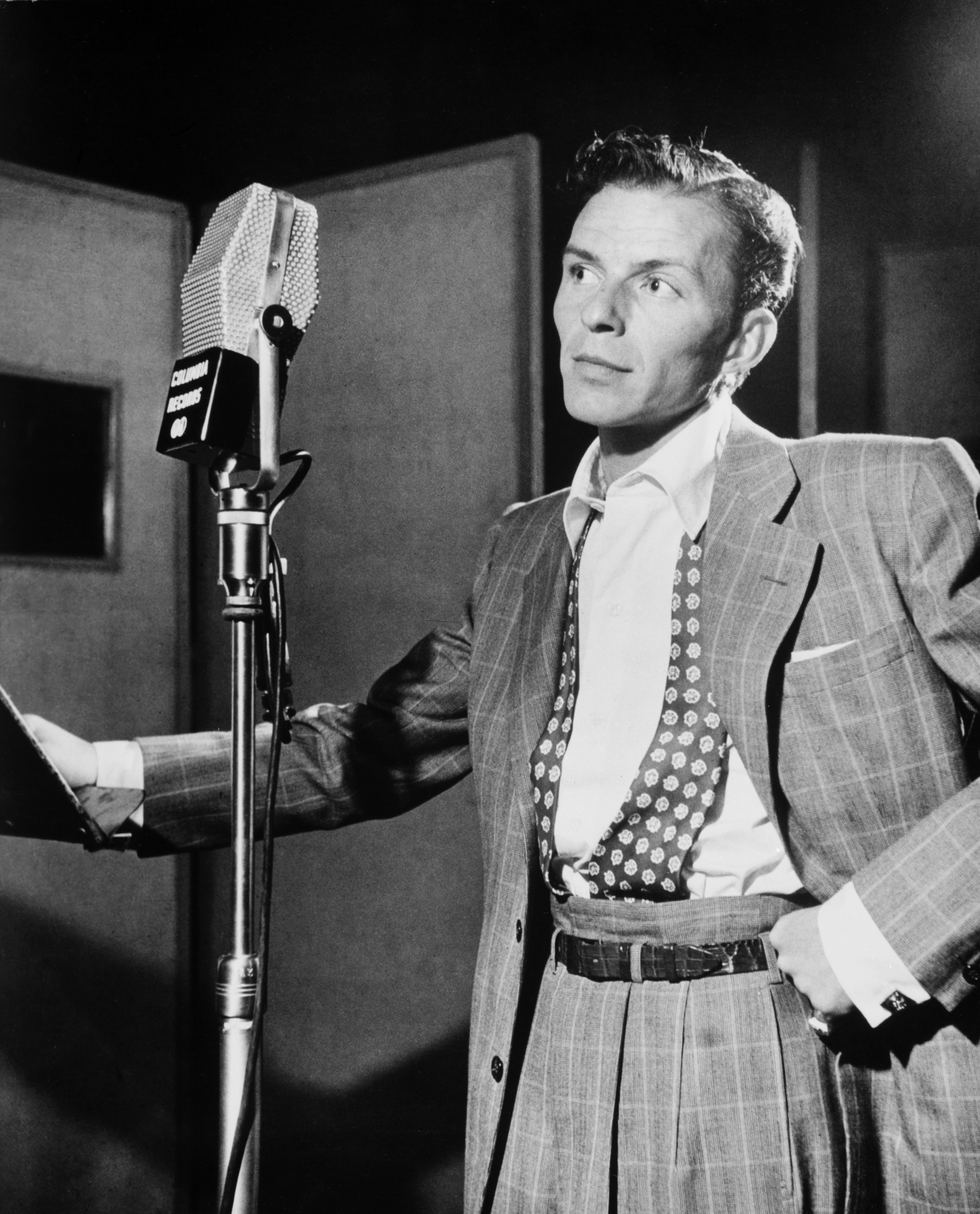
Frank Sinatra nel 1947

Col termine crooner vengono indicati cantanti, soprattutto uomini, che si esibiscono con uno stile dolce, ottenuto grazie ai microfoni di qualità superiore che captavano i suoni meno intensi e una più ampia gamma di frequenze, dando la possibilità al cantante di accedere a una gamma dinamica più ampia e di esprimere la propria voce in una maniera più personale. La parola è derivata dal verbo inglese "to croon" (lett. "parlare o cantare dolcemente"). Questa suggestione di intimità era ritenuta particolarmente affascinante dal pubblico femminile, soprattutto da parte delle ragazze più giovani, conosciute al tempo come "bobby soxers". Lo stile del crooning ebbe origine con cantanti che si esibivano con le big band e raggiunse il suo apice tra gli anni quaranta fino agli ultimi anni sessanta.
Il crooning ha avuto la sua massima espressione in cantanti jazz come Bing Crosby e Frank Sinatra, anche se quest'ultimo dichiarò in una occasione di non considerare né lui né Crosby dei "crooners". Il termine è stato bocciato anche da altri interpreti, tra i quali Russ Columbo.
Oltre ai meglio conosciuti crooner americani, altri sono stati riconosciuti come crooner tra i paesi europei, ad esempio in Spagna, Francia (in francese chanteur de charme) e Italia (cantante sentimentale), in America Latina e nel Giappone.

## Storia

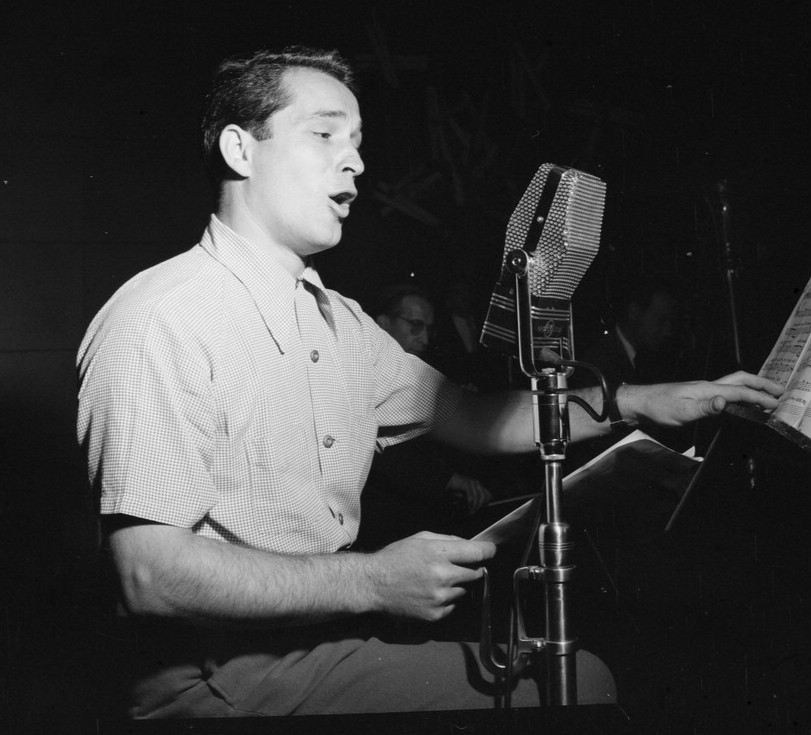
Perry Como, ottobre 1946

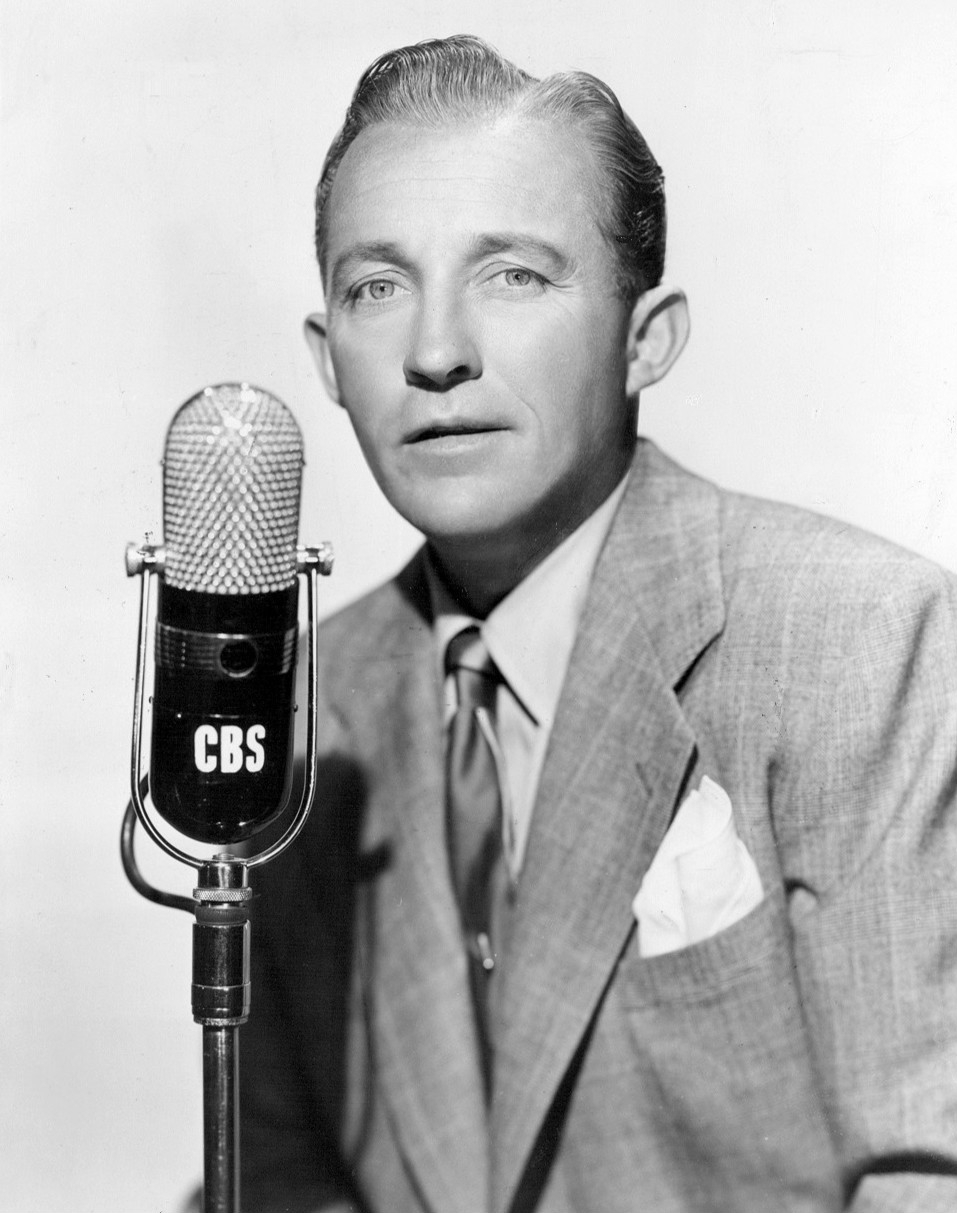
Bing Crosby nel 1951

Bing Crosby viene spesso indicato come il primo crooner, insieme a Rudy Vallée e Russ Columbo. Durante gli anni '30, Crosby decise di imporre agli organizzatori dei suoi concerti la presenza di un microfono, cosa ancora piuttosto insolita all'epoca, per poter abbandonare quello stile canoro declamatorio tipico dei cantanti quali Al Jolson. Crosby portò avanti il suo stile per il resto della sua carriera, unendolo a sonorità jazz e blues; di Crosby dicevano che "faceva l'amore col microfono". Presto nacquero diversi imitatori dello stile di Crosby, quali Dean Martin, Perry Como, Vaughn Monroe e, in primo luogo, Frank Sinatra, che nei primi anni quaranta adottò questo stile per poi virare su un utilizzo più potente della voce, tipico delle sonorità swing, anche se viene spesso considerato il più grande crooner di sempre. Altri crooner degli anni cinquanta e sessanta sono Mel Tormé e Tony Bennett.
In Italia questo stile ha vissuto un periodo di popolarità tra la fine degli anni cinquanta e l'inizio dei sessanta, con esponenti quali Teddy Reno, Gino Latilla, Emilio Pericoli, Johnny Dorelli, Nicola Arigliano, Marino Barreto Junior, Paolo Bacilieri. A questo gruppo di cantanti fu attribuita, all'epoca, l'etichetta di "cantanti confidenziali", in contrapposizione alla categoria degli urlatori. In tempi recenti, lo stile dei crooner americani è stato ripreso da cantanti come Michael Bublé e Seth MacFarlane; tra i vari album usciti si ricorda In Full Swing di MacFarlane, nel 2016.

## Caratteristiche
Il crooning non è un genere musicale specifico, ma piuttosto uno stile e una tecnica di canto che si fonde col jazz e con un certo tipo di musica da night club. Lo stile si contraddistingue per un uso disteso della voce, col quale si dà maggiore importanza alle parole. Un elemento distintivo di questo stile è l'orchestra, anche se priva della sezione archi, poiché l'ambiente ideale per l'esibizione del crooner è il locale di piccole dimensioni, con tavolini e luci soffuse e una piccola pista da ballo. Iconica è l'immagine di Dean Martin che, seduto su uno sgabello, canta fumando una sigaretta. In questi locali l'accompagnamento musicale più congeniale diviene quello costituito da basso, batteria e pianoforte; di conseguenza, la voce, benché sussurrata, diviene l'elemento essenziale.

## Principali crooner
Le date tra parentesi indicano il periodo di attività.
- Salvatore Adamo (1965-in attività)
- Clay Aiken (2003–in attività)
- Hakan Altun (1999-in attività)
- Nicola Arigliano (1923-2010)
- Fred Astaire (1904–1981)
- Gene Austin (1915-1970)
- Gene Autry (1931-1974)
- Tony Bennett (1926–2023)
- Brook Benton (1958–1988)
- Mario Biondi (1988-in attività)
- Fred Bongusto (1960-2013)
- Tim Bowness (1963-in attività)
- Pat Boone (1954–in attività)
- Matteo Brancaleoni (2004–in attività)
- Michael Bublé (1996–in attività)
- Buddy Clark (1934–1949)
- Rosemary Clooney (1946-2001)
- Freddy Cole (1952-2018)
- Nat King Cole (1935–1965)
- Natalie Cole (1955–2015)
- Earl Coleman (1939-1995)
- Russ Colombo (1921–1934)
- Perry Como (1933–1998)
- Harry Connick Jr. (1977–in attività)
- Bing Crosby (1926–1977)
- Vic Damone (1947-2018)
- Bobby Darin (1956–1973)
- James Darren (1956-in attività)
- Sammy Davis Jr. (1928–1990)
- Sacha Distel (1933-2004)
- Johnny Dorelli (1951-2007)
- Dave Dudley (1961–2003)
- Matt Dusk (1999–in attività)
- Bob Dylan (1941–in attività)
- Billy Eckstine (1939–1993)
- Guido Elmi (1948-2017)
- Dick Farney (1937-1987)
- Eddie Fisher (1948–1987)
- John Gary (1937-1998)
- John Gentle (1970-in attività)
- Nelson Gonçalves (1941-1998)
- Neil Hannon (2000-in attività)
- Johnny Hartman (1946–1983)
- Richard Hawley (1989–in attività)
- Isaac Hayes (1962–2008)
- Al Hibbler (1935–2001)
- Engelbert Humperdinck (1956-in attività)
- Chris Isaak (1986-in attività)
- Leon Jackson (2007–in attività)
- Sonny James (1953–1983)
- Herb Jeffries (1933–1995)
- Jack Jones (1959-in attività)
- Norah Jones (1979-in attività)
- Diana Krall (1990–in attività)
- Gino Latilla (1947-2008)
- Steve Lawrence (1957–in attività)
- Rachael MacFarlane (1997-in attività)
- Seth MacFarlane (1995–in attività)
- Barry Manilow (1973–in attività)
- Dean Martin (1939–1995)
- Al Martino (1948–2009)
- Johnny Mathis (1956–in attività)
- Roger Miller (1957–1992)
- Matt Monro (1956–1985)
- Domenico Modugno (1953–1993)
- Steven Patrick Morrissey (1977–in attività)
- Jim Nabors (1954-in attività)
- Mike Nock (1958-in attività)
- Donald Peers (1927-1973)
- Max Pezzali (1989-in attività)
- Emilio Pericoli (1947-2013)
- Regis Philbin (1961–2020)
- Ray Price (1948–2013)
- Elvis Presley (1935-1977)
- Arthur Prysock (1944-1997)
- Lou Rawls (1950–2006)
- Teddy Reno (1945-2016)
- Jim Reeves (1949–1964)
- Charlie Rich (1958–1995)
- Roy Rogers (1932–1998)
- Reginaldo Rossi (1944-2013)
- Little Jimmy Scott (1925–2014)
- Frank Sinatra (1915–1998)
- Frank Sinatra Jr. (1955-2016)
- Nancy Sinatra (1961-in attività)
- Mel Tillis (1958–2017)
- Mel Tormé (1933–1999)
- Bobby Troup (1941–1995)
- Steve Tyrell (1970-in attività)
- Rudy Vallée (1924–1984)
- Luther Vandross (1968–2005)
- Bobby Vee (1959-2016)
- Bobby Vinton (1961–in attività)
- Scott Walker (1958–2019)
- Jerry Wallace (1951–1980)
- Slim Whitman (1948–2013)
- Andy Williams (1938–2012)
- Joe Williams (1930-1999)
- Alex Turner (2002-in attività)